# G.hn
G.hn je pojmenování domácí sítě „příští generace“. Technologický standard je vyvíjen pod Mezinárodní telekomunikační unií (ITU) a propagován organizací HomeGrid Forum a několika dalšími.
Protože podporuje provoz sítě přes nejrůznější média – elektrické přípojky, telefonní linky a koaxiální kabely s datovým tokem až do 1 Gbit/s – propagátoři G.hn věří, že se stane univerzálním standardem pro domácí sítě.
Doporučení ITU-T G.9960 přijaté 9. října 2009, specifikuje fyzickou vrstvu a architektury data link vrstvy G.hn. Data link vrstva (Doporučení G.9961) je ve vývoji a cílem je, aby bylo schváleno v roce 2010. Tuto práci vykonává ITU-T Telecommunication Standardization Sector, Study Group 15, Question 4. Více než 20 společností se pravidelně účastní a reprezentuje rozsáhlý vzorek komunikačních společností včetně několika největších světových telekomunikačních společností, společností dodávajících komunikační zařízení a některé přední společnosti dodávajících technologie pro domácí sítě.

## Unifikovaná komunikace
G.hn je standardem pro síť příští generace pro stávající kabelové domácí sítě. (drátový doplněk k populárnímu Wi-Fi). G.hn má za cíl rychlosti okolo gigabitu za sekundu a možnost provozu na všech třech typech běžně používaných kabelových médií: telefonní linky, koaxiální kabely a rozvodné sítě.
Propagátoři G.hn pracují na tom, aby se G.hn stalo do budoucna univerzálním, celosvětovým standardem pro domácí sítě v oblasti kabelových spojů. Vývojem dual módových zařízení může G.hn poskytnout ukázat cestu od dnešních, nekompatibilních kabelových systémů domácích sítí včetně Multimedia over Coax Alliance přes koaxiální kabel, HomePNA 3.1 přes koaxiální kabel a telefonní kabely (already an ITU standard G.9954), and Homeplug AV, Universal Powerline Association (UPA) a HD-PLC přes elektrické přípojky. V únoru 2009 se dva klíčoví propagátoři těchto rozhraní sjednotili kvůli poslední verzi standardu.. Others are pursuing different initiatives, such as MoCA2 and HomePlugAV2

### Jedno zařízení, libovolný kabel
Předpokládá se, že G.hn bude potřebovat jedno polovodičové zařízení pro provoz na libovolném běžně dostupném kabelu v domácnosti. Někteří předpokládali, že jednotný standard poskytne nižší celkové náklady na vývoj zařízení a nižší ceny instalace pro poskytovatele služeb (umožněním samoinstalace zákazníkem).

## Technické specifikace

### Technický přehled

#### Bezpečnost G.hn
G.hn používá AES šifrovací algoritmus (s délkou klíče 128 bitů) pomocí CCMP protokolu zajišťuje confidentiality a integritu zprávy. Autentifikace a Key exchange je vyřešena v souladu s ITU-T Doporučení X.1035.
G.hn specifikuje point-to-point bezpečnost uvnitř domény, což znamená, že každý pár přijímač-vysílač používá unikátní šifrovací klíč, který není sdílený ostatními zařízeními ve stejné doméně. Například pokud uzel Alice pošle data na uzel Bob, uzel Eve (ve stejné doméně jako Alice a Bob) nebude schopen odposlouchávat jejich komunikaci.
G.hn podporuje koncept relays, ve které jedno zařízení může přijmout zprávu od uzlu a doručit ji na jiný uzel dále ve stejné doméně. Relaying poskytuje prodloužený dosah pro rozsáhlé sítě. Aby byla zajištěna bezpečnost v situacích s relays, G.hn specifikuje end-to-end šifrování, což znamená, že pokud uzel Alice pošle data na uzel Bob přes uzel Mallory, který funguje jako intermediate relay, data jsou šifrována takovým způsobem, že Mallory je nemůže ani rozšifrovat ani pozměnit. Jinou možností (kterou však G.hn nepoužívá) by bylo hop-by-hop šifrování, při kterém jsou data posílána z Alice na Mallory, dešifrována Mallory, znovu zašifrována na Mallory pro doručení Bobovi a poté znovu dešifrována Bobem. V tomto hop-by-hop rozvržení jsou data k dispozici jako plain text když jsou překládána na Mallory, což dělá systém náchylný k útoku typu Man-in-the-middle attack.

#### Profily
Architektura G.hn obsahuje koncept profilů. Profily jsou zamýšleny k adresování uzlů G.hn se znatelně rozdílnou úrovní komplexnosti. V G.hn jsou profily s vyšší komplexností Proper superset profilů s nižší komplexností, takže zařízení založená na různých profilech spolu mohou komunikovat.
Příklady zařízení G.hn založených na profilech s vyšší komplexností jsou Rezidentní brány nebo Set-top boxy. Příklady G.hn zařízení s nižší komplexností jsou zařízení domácí automatizace, domácí bezpečnosti a zařízení Smart grid.

### Sada protokolů

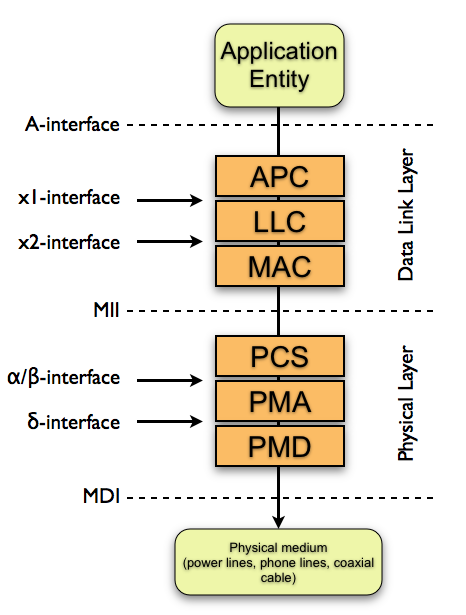
Protokolový zásobník G.hn

G.hn specifikuje fyzickou vrstvu a linkovou vrstvu, podle modelu OSI.
- Linková vrstva G.hn (doporučení G.9961)je rozdělena do tří podvrstev:
  - Vrstva konvergence aplikačního protokolu (Application Protocol Convergence (APC)), která přebírá rámce (obvykle ve formátu ethernetu) z horní vrstvy (Application Entity) a zapouzdří je do G.hn APC Protocol data units (datových jednotek vrstvy APC -APDU). Maximální délka APDU je 214 bytů.
  - Logical Link Control (LLC vrstva), která je zodpovědná za šifrování, agregaci paketů, segmentaci paketů a Automatic repeat-request. Tato podvrstva je také zodpovědná za přenos APDU mezi uzly, které spolu nemusí být nutně přímo spojeny.
  - Medium Access Control (MAC vrstva)
- fyzická vrstva G.hn (Recommendation G.9960) je rozdělena na tři podvrstvy:
  - Fyzická kódovací podvrstva (Physical Coding Sub-layer (PCS)), která je zodpovědná za generování PHY headers.
  - Physical Medium Attachment (PMA), která je zodpovědná za scrambling a FEC kódování/dekódování.
  - Physical Medium Dependent (PMD), která je zodpovědná za bit-loading OFDM modulaci.

Podvrstva PMD je jedinou podvrstvou v G.hn, která je závislá na médiu. (např. některé parametry mohou mít rozdílné hodnoty pro různá média – elektrickou rozvodnou síť, telefonní linky nebo koaxiální kabely). Zbylé podvrstvy (APC, LLC, MAC, PCS a PMA) jsou na médiu nezávislá.
Rozhraní mezi aplikační entitou a linkovou vrstvou se nazývá A-interface. Rozhraní mezi linkovou vrstvou a fyzickou vrstvou se nazývá rozhraní nezávislé na použitém médiu (Medium Independent Interface (MII)). Rozhraní mezi fyzickou vrstvou a aktuálním přenosovým médiem se nazývá rozhraní závislé na médiu (Medium Dependent Interface (MDI)).

## Podpora v průmyslu

### HomeGrid Forum
HomeGrid Forum je celosvětová, nezisková obchodní skupina propagující snahy Mezinárodní telekomunikační unie (International Telecommunication Union)o standardizaci G.hn pro příští generaci domácích sítí.
Členové HomeGrid Forum jsou napříkladIntel, Infineon, Panasonic, Best Buy, British Telecom, Ikanos Communications, Aware, DS2, Gigle, Sigma Designs, CopperGate, University of New Hampshire InterOperability Laboratory (UNH-IOL), LAN S.A.R.L, IC Plus Corp, Korea Electrotechnology Research Institute (KERI) a Polaris Networks.

### Poskytovatelé služeb
26. února 2009, jako součást tiskového prohlášení HomePNA , AT&T (které považuje extenzivní použití bezdrátových domácích sítí jako součást jejich U-Verse IPTV služby) vyjádřili podporu pro síťové standardy domácích sítí vyvíjené ITU-T, včetně G.hn.
Poskytovatelé služeb jako AT&T mají prospěch z G.hn z několika důvodů:
- Připojení do jakékoliv místnosti nezávisle na typu kabelového média.
- Možnost samoinstalace zákazníkem
- Zabudované diagnostické informace a vzdálená správa
- Velké množství dodavatelů zařízení

Ostatní poskytovatelé služeb, kteří se podílí na práci vykonávanou ITU-T Study Group 15, Question 4, jsou například British Telecom, NTT, Telenor, Qwest, Telefonica, Portugal Telecom a China Telecom..

### Prodejci zařízení
V dubnu 2008, během prvního oznámení HomeGrid Fora, Echostar, výrobce set-top boxů pro poskytovatele služeb, vyjádřil svou podporu pro unifikovaný standard:
"EchoStar je potěšen, že HomeGrid Forum plní své cíle. Jeden standard pro přenos HD videa přes domácí kabely nebo rozvodné sítě znamená mnohem jednodušší instalaci pro poskytovatele služeb." vysvětlil Michael Hawkey, náměstek obchodního ředitele EchoStar.

### Spotřební elektronika
V březnu 2009, se Best Buy (což je největší retailer spotřební elektroniky ve Spojených státech) připojil k „Board of Directors of HomeGrid Forum“ a vyjádřil jejich podporu technologii G.hn, jakožto jednomu standardu pro kabelové domácí sítě:
„Jeden z největších problémů, se kterým se spotřebitelé dnes setkávají, je množství nekompatibilních technologií, které v kabelové technologii pro domácí sítě existují.[...] Best Buy podporuje celosvětové přijetí technologie příští generace G.hn jakožto jediného standardu pro spojování zařízení v domácnosti přes koaxiální kabel, rozvodnou síť a telefonních linek.”

Panasonic, jeden z největších výrobců spotřební elektroniky je také členem „Board of Directors of HomeGrid Forum“.